# Systematized Nomenclature of Pathology
Die Systematized Nomenclature of Pathology (SNOP) ist eine Nomenklatur für den medizinischen Bereich. SNOP wurde Ende der 1950er Jahre vom College of American Pathologists (CAP) entwickelt und im Jahr 1965 erstmals veröffentlicht. Eine deutsche Übersetzung der SNOP durch F. Wingert und P. Graepel erschien 1975.
SNOP ist vor allem als Vorläufer der SNOMED bekannt und nicht mehr in Gebrauch.